# 第1次ドミートリー・メドヴェージェフ内閣
第1次ドミートリー・メドヴェージェフ内閣（ロシア語: Первое правительство Медведева）は、2012年ロシア大統領選挙の結果を受けて同年5月21日に成立したロシア連邦の内閣である。
2012年3月のロシア大統領選挙では当時の首相で元大統領のウラジーミル・プーチンが勝利した。
5月7日、プーチンは第4代ロシア連邦大統領に就任。就任式に引き続いて、プーチンは前大統領ドミートリー・メドヴェージェフを首相に指名した。
5月8日、ロシア下院はメドヴェージェフの首相指名を承認。続いてプーチン大統領の任命を受けメドヴェージェフが首相に就任した。
5月21日、プーチン大統領により閣僚が任命された。新内閣の構成は、2012年5月21日付ロシア連邦大統領令第636号によって発表された。

## 構造改革
ロシア極東開発省が新設されたほか、保健・社会開発省が保健省と労働・社会問題省に分離された。
スポーツ・観光・青年政策省はスポーツ省へ改称された。
「開かれた政府」担当相にミハイル・アビゾフが任命された。
前内閣からの留任は半分以下にとどまった。

### その後
2013年11月、建設住宅省が新設され、初代大臣にはミハイル・メンが就任した。
2014年3月31日、クリミア危機を受け、クリミア問題担当省が新設された。初代大臣にはオレグ・サヴェリエフが任命された。2015年7月1日廃止。
2014年5月、北カフカース問題担当省新設。初代大臣にはレフ・クズネツォフが任命された。
2014年9月8日、地域開発省を廃止。クリミア問題担当省、北カフカース問題担当省、ロシア極東開発省の創設に伴うもの。廃止された地域開発省の機能はロシア経済発展省、財務省、司法省、文化省、建設住宅省へと引き継がれた。

## 閣僚
| 職名                                       | 氏名 | 氏名                                                      | 就任日         | 退任日         | 備考                                               |
| ------------------------------------------ | ---- | --------------------------------------------------------- | -------------- | -------------- | -------------------------------------------------- |
| 首相                                       |      | ドミートリー・メドヴェージェフ                            | 2012年5月8日   |                |                                                    |
| 第一副首相                                 |      | イーゴリ・シュワロフ                                      | 2012年5月21日  |                | （留任）                                           |
| 副首相兼内閣官房長官                       |      | ウラジスラフ・スルコフ                                    | 2012年5月21日  | 2013年5月8日   |                                                    |
| 副首相兼内閣官房長官                       |      | セルゲイ・プリホチコ                                      | 2013年5月8日   |                |                                                    |
| 副首相                                     |      | ドミトリー・コザク                                        | 2012年5月21日  |                | （留任）                                           |
| 副首相                                     |      | アルカジー・ドヴォルコーヴィチ                            | 2012年5月21日  |                |                                                    |
| 副首相                                     |      | ドミトリー・ロゴージン                                    | 2012年5月21日  |                |                                                    |
| 副首相                                     |      | オリガ・ゴロジェツ                                        | 2012年5月21日  |                | 社会問題担当                                       |
| 副首相兼北カフカース連邦管区大統領全権代表 |      | アレクサンドル・フロポーニン                              | 2012年5月21日  |                |                                                    |
| 副首相兼極東連邦管区大統領全権代表         |      | ユーリ・トルトネフ                                        | 2013年8月31日  |                |                                                    |
| 副首相                                     |      | ヴィタリー・ムトコ                                        | 2016年10月19日 |                | スポーツ・観光・青年政策担当                       |
| 国務大臣                                   |      | ミハイル・アブィゾフ                                      | 2012年5月21日  |                | 「開かれた政府」担当                               |
| 内相                                       |      | ウラジーミル・コロコリツェフ                              | 2012年5月21日  |                |                                                    |
| 外相                                       |      | セルゲイ・ラヴロフ                                        | 2012年5月21日  |                | （留任）                                           |
| 非常事態相                                 |      | ウラジーミル・プチコフ                                    | 2012年5月21日  |                |                                                    |
| 国防相                                     |      | アナトーリー・セルジュコフ                                | 2012年5月21日  | 2012年11月6日  | （留任）                                           |
| 国防相                                     |      | セルゲイ・ショイグ                                        | 2012年11月6日  |                |                                                    |
| 法相                                       |      | アレクサンドル・コノヴァロフ                              | 2012年5月21日  |                | （留任）                                           |
| 保健相                                     |      | ヴェロニカ・スクヴォルツォワ                              | 2012年5月21日  |                |                                                    |
| 文化相                                     |      | ウラジーミル・メジンスキー                                | 2012年5月21日  |                |                                                    |
| 教育・科学相                               |      | ドミートリー・リヴァーノフ                                | 2012年5月21日  | 2016年8月19日  |                                                    |
| 教育・科学相                               |      | オリガ・ヴァシリエワ                                      | 2016年8月19日  |                |                                                    |
| 天然資源・環境相                           |      | セルゲイ・ドンスコイ                                      | 2012年5月21日  |                |                                                    |
| 産業貿易相                                 |      | デニス・マントゥロフ                                      | 2012年5月21日  |                |                                                    |
| 極東開発相                                 |      | ヴィクトル・イシャエフ                                    | 2012年5月21日  | 2013年8月31日  | 極東連邦管区大統領全権代表在任のまま、新設・就任。 |
| 極東開発相                                 |      | アレクサンドル・ガルシカ                                  | 2013年9月11日  |                |                                                    |
| 地域開発相                                 |      | オレグ・ゴヴォルン                                        | 2012年5月21日  | 2012年10月17日 |                                                    |
| 地域開発相                                 |      | イーゴリ・スリュニャーエフ （退任後に姓をアルビンへ改名） | 2012年10月17日 | 2014年9月8日   | 地域開発省廃止。                                   |
| 通信・マスコミュニケーション相             |      | ニコライ・ニキフォロフ                                    | 2012年5月21日  |                |                                                    |
| 農相                                       |      | ニコライ・フョードロフ                                    | 2012年5月21日  | 2015年4月22日  |                                                    |
| 農相                                       |      | アレクサンドル・トカチョフ                                | 2015年4月22日  |                |                                                    |
| スポーツ相                                 |      | ヴィタリー・ムトコ                                        | 2012年5月21日  | 2016年10月19日 | （留任）                                           |
| スポーツ相                                 |      | パーヴェル・コロブコフ                                    | 2016年10月19日 |                |                                                    |
| 運輸相                                     |      | マクシム・ソコロフ                                        | 2012年5月21日  |                |                                                    |
| 労働・社会問題相                           |      | マクシム・トピリン                                        | 2012年5月21日  |                |                                                    |
| 財務相                                     |      | アントン・シルアノフ                                      | 2012年5月21日  |                | （留任）                                           |
| 経済開発相（経済発展相）                   |      | アンドレイ・ベロウソフ                                    | 2012年5月21日  | 2013年6月24日  |                                                    |
| 経済開発相（経済発展相）                   |      | アレクセイ・ウリュカエフ                                  | 2013年6月24日  | 2016年11月15日 |                                                    |
| 経済開発相（経済発展相）                   |      | エフゲニー・エリン                                        | 2016年11月15日 | 2016年11月30日 | （代行）                                           |
| 経済開発相（経済発展相）                   |      | マキシム・オレシュキン                                    | 2016年11月30日 |                |                                                    |
| エネルギー相                               |      | アレクサンドル・ノヴァク                                  | 2012年5月21日  |                |                                                    |